# Brittle Paper

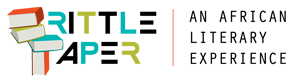
Logo de Brittle Paper.

Brittle Paper est un magazine littéraire en ligne conçu comme un « blog littéraire africain » publié chaque semaine en langue anglaise. Son objectif est de « construire une scène littéraire africaine dynamique »,. Elle a été fondée par Ainehi Edoro, à l'époque doctorante de l'Université Duke, aujourd'hui professeure adjoint à l'Université du Wisconsin-Madison.
Depuis sa création en 2010, Brittle Paper a publié de la fiction, de la poésie, des essais, des non-fictions créatives et des photographies d'écrivains et d'artistes africains établis et émergents sur le continent et dans le monde.
Membre du Guardian Books Network, il a été décrit comme « la place du village de la littérature africaine », comme « la principale revue littéraire d'Afrique » et comme « l'une des revues africaines les plus en vogue et dont on parle le plus » publications littéraires,.
En 2014, le magazine a été nommé Go-To Book Blog par Publishers Weekly qui l'a décrit comme « une source essentielle d'informations sur les nouveaux travaux d'écrivains de couleur en dehors des États-Unis ».

## Fondement et fonctionnement du magazine
D'après Ainehi Edoro, la créatrice du magazine, l'initiative a pris son origine en tant qu'opportunité pour mettre en avant ses travaux de troisième cycle à l'Université Duke et elle a personnellement financé la gestion du site.
Edoro a déclaré : « Je voulais que Brittle Paper soit ce lieu où le style de vie et la littérature se croisaient. Je voulais créer un espace pour la littérature africaine qui soit détendu et amusant, qui ne soit pas moralisateur et qui ait un peu de tout pour tout le monde. Pour moi, Brittle Paper consistait à réfléchir à la manière dont la littérature africaine recoupait tant de sphères différentes. »
Le site a finalement présenté des informations et des opinions sur la littérature africaine contemporaine. Edoro le décrit comme « un projet littéraire conçu pour adapter la culture littéraire africaine à cette nouvelle réalité de l'écriture spéculative – fantastique, science-fiction – mais aussi aux récits expérimentaux, à la pulp-fiction et à d'autres genres décalés. »
En 2020, l'écrivain et journaliste nigérian Otosirieze Obi-Young, qui était rédacteur en chef adjoint, a quitté le blog,.

## Evolution dans le milieu littéraire africaine
Brittle Paper publie du contenu original soumis par les auteurs, ainsi que des critiques, des interviews, des essais et d'autres travaux littéraires commandés. Devenu « une communauté florissante de lecteurs et d'écrivains intéressés par tout ce qui concerne la littérature africaine », le blog est considéré comme une plateforme publicitaire majeure pour les nouveaux livres d'écrivains africains.
Dans un profil The Afrovibe de 2017, la romancière Obinna Udenwe note :
« Même si nous reconnaissons l'essor des plateformes littéraires depuis 2010, nous n'en avons pas vu une qui égale Brittle Paper en termes de style, de créativité, d'innovation, de richesse du contenu, de flexibilité du site Web et de possibilité pour quiconque est écrivain de partager ses œuvres. […] et disposer d'un espace pour interagir avec la communauté littéraire dans son ensemble. Les idées de Brittle Paper [n'aident] pas seulement à construire la tradition littéraire africaine, [elles] posent ses fondations sur un roc solide et rassemblent toutes les classes de personnes nécessaires pour soutenir la tradition et la sauvegarder. »

## Prix Brittle Papier
Depuis 2015, Brittle Paper récompense la personnalité littéraire africaine de l'année, le premier prix étant décerné au romancier de science-fiction nigérian Nnedi Okorafor.
Le 1ier août 2017, Brittle Paper marque son 7ème anniversaire en lançant les Prix littéraires Brittle Paper. Il s'agit des premiers prix littéraires en Afrique gérés par un magazine et sans le soutien d'entreprises. Les prix sont décernés dans cinq catégories : 
1. Fiction
2. poésie
3. non-fiction créative
4. essais/articles de réflexion
5. un prix d'anniversaire

Les Prix littéraires Brittle Paper servent à célébrer non seulement les auteurs et leurs créations, mais aussi les blogs, les magazines, les revues, les sites web, ainsi que les rédactrices et rédacteurs et éditeurs qui remettent en question les barrières des anciennes institutions littéraires en créant des espaces accessibles et inclusifs où une authentique diversité littéraire peut s'épanouir.
Chaque gagnant et gagnante de ces catégories reçoivent 200 dollars tandis que les personnes obtenant le prix anniversaire, reçoivent 300 dollars.
Les listes restreintes sont élaborées sur plusieurs mois de travail, se basant sur des critères de qualité, de pertinence et d'influence. Dans cette démarche, seules les œuvres accessibles gratuitement en ligne sont prises en considération. Ainehi Edoro explique : 
« En concevant ce prix, nous n'avons cessé d'entendre des échos de la conviction d'Ikhide R. Ikheloa selon laquelle le livre en tant que technologie de la forme et de l'esthétique est mort. Bien que notre vision soit loin d'être aussi apocalyptique que la sienne, nous pensons que les technologies numériques et les médias sociaux ouvrent de nouvelles voies au travail créatif. Après tout, la triste vérité est qu'un bon nombre des œuvres figurant dans ces listes restreintes n'auraient jamais vu le jour, malgré leur beauté irrésistible, sans l'ouverture et l'esprit d'innovation qui animent ces plates-formes en ligne. »

## Les personnes nommées

### Prix personnalité de l'année
- 2015 : Nnedi Okorafor[13].
- 2016 : Petina Gappah[15].
- 2017 : Lola Shoneyin[16].
- 2018 : Bibi Bakare-Yusuf[17].
- 2019 : Ellah Wakatama Allfrey[18].
- 2020 : Zukiswa Wanner[19].
- 2021 : Abdurazak Gurnah[20].
- 2022 : Kwame Dawes[21].

### Prix essais & articles de réflexion
- 2019 : Ope Adedji pour After the Birds & Pemi Aguda pour 24, Alhaji Williams Street[22].

## Controverse sur la censure
En avril 2020, le rédacteur en chef adjoint de Brittle Paper, Otosirieze Obi-Young, a cessé de travailler pour la publication en raison d'un différend éditorial interne. Les déclarations officielles ne sont pas claires et divergent quant à savoir s'il a démissionné ou s'il a été licencié,.
Le différend portait sur des modifications potentielles d'un article concernant Hadiza Isma El-Rufai, romancière et épouse du gouverneur de l'État de Kaduna, Mallam Nasir El-Rufai. L'épouse du gouverneur avait répondu à un commentaire attirant son attention sur la menace de violence sexuelle proférée par son fils à l'encontre d'un utilisateur de Twitter au cours d'une dispute sur le réseau social, en déclarant : « Semer le vent, récolter la tempête. Tout est juste dans l'amour et la guerre »  Hadiza El-Rufai s'est ensuite excusée, invoquant un malentendu.
Selon Ainehi Edoro, l'article de Brittle Paper, rédigé et publié par Obi-Young sans son approbation, contenait un langage « histrionique, incendiaire, voire mélodramatique et totalement incompatible avec la gravité de l'affaire » et ne respectait pas les normes éditoriales du site. Elle a également signalé une « référence potentiellement diffamatoire à deux journaux nigérians ».
Ces éléments et le désaccord sur la manière de gérer la publication de l'article, qui a finalement été supprimé, ont conduit au départ d'Obi-Young, le rédacteur en chef adjoint. Dans sa déclaration, il a déploré une « censure (qui) va à l'encontre de tout ce que la plateforme a démontré dans le passé et que je pense qu'elle devrait continuer à représenter ».